# Finalen av Copa Libertadores 1995
Finalen av Copa Libertadores 1995 spelade för att kora en vinnare i tävlingen. Matcherna spelades mellan brasilianska Grêmio och colombianska Atlético Nacional, där Grêmio tog sin andra titel efter att ha vunnit med totalt 4-2.

## Tidigare finaler
| Lag               | Tidigare finaler (fet stil indikerar vinster) |
| ----------------- | --------------------------------------------- |
| Grêmio            | 1983, 1984                                    |
| Atlético Nacional | 1989                                          |

## Finalen

### Första matchen
|  | 23 augusti 1995 | Estádio Olímpico Monumental000 Porto Alegre000 |

| Grêmio | Grêmio                                          | 3 – 1   | Atlético Nacional | Atlético Nacional |
| Grêmio | Marulanda 35′ (sjm.) Jardel 43′ Paulo Nunes 55′ | (2 – 0) | Ángel 72′         | Atlético Nacional |
|        |                                                 |         |                   |                   |

|  |  |  |

| Domare: Alfredo Rodas (Ecuador) |

### Andra matchen
|  | 30 augusti 1995 | Estadio Atanasio Girardot000 Medellín000 |

| Atlético Nacional | Atlético Nacional | 1 – 1   | Grêmio    | Grêmio |
| Atlético Nacional | Aristizábal 12′   | (1 – 0) | Dinho 85′ | Grêmio |
|                   |                   |         |           |        |

|  |  |  |

| Domare: Salvador Imperatore (Chile) |